# 拉塞尔县 (亚拉巴马州)
拉塞尔县（英語：Russell County）是位于美国亚拉巴马州东部的一个县，县治凤凰城。根据美国人口调查局2000年统计，共有人口49,756，其中白人占56.69%、非裔美国人占40.84%。

## 地理
根據美國人口調查局的數據,該縣的總面積為647平方英里(1,680平方公里),其中641平方英里(1,660平方公里）為陸地,6.1平方英里(16平方公里),(0.9%)是水,該縣位於海灣沿海平原地區,由於靠近美國東部的秋季線,有一些起伏的丘陵。